# アオイウソ〜告白の放課後〜
『アオイウソ〜告白の放課後〜』は、2021年1月5日よりTOKYO MXにて毎週火曜23:30 - 水曜0:00に放送された日本のテレビドラマ。
体験型推理ゲーム・マーダーミステリーの作品「裂き子さん」を原案とした作品であり、マーダーミステリー作品のドラマ化・映像化としては日本初となる。

## あらすじ
同窓会の招待状によって豪華な洋館に集められた、正臣、翔、ルナ、大地、日和、春人の6人。6人は執事らしい男性に出迎えられたのち、ゲームマスターを名乗る館の主らしい派手な男に、“マーダーミステリー”のようなゲームをしてもらうと告げられる。ゲームの内容は5年前の12月3日に亡くなった同級生、井上穂乃果を殺した犯人を見つけ出すこと。井上穂乃果は学校の屋上からの飛び降り自殺と断定されたが、実は殺されており、6人の中に犯人がいるとゲームマスターは言い……。豪華な洋館を舞台にしたマーダーミステリーゲームは、どんな結末を迎えるのか。

## 登場人物
前田 正臣（まえだ まさおみ）
演 - 井上翔太
ルナの彼氏。サラリーマン。
田中 翔（たなか しょう）
演 - 渡辺佑太朗
青山 ルナ
演 - 野崎智子
モデル。
藤島 大地（ふじしま だいち）
演 - 木村文哉
金髪の青年。
拝島 日和（はいじま ひより）
演 - 飯田祐真
小説家。
小野 春人（おの はると）
演 - 下前祐貴
文芸の編集者。
ゲームマスター
演 - 松尾潤
5人を館に招待し、マーダーミステリーゲームを始める謎の人物。
井上 穂乃果（いのうえ ほのか）
演 - 里々佳
5年前に亡くなった少女。
堀田 美澄（ほった みすみ）
演 - 越後はる香
楠島 実
演 - 古山憲太郎
ゲームマスターに仕える執事。

## スタッフ
- 原案 - とんとん「裂き子さん」
- 監督 - 後藤庸介、本間利幸、大内伸悟、たちばなやすひと、山口洋介
- 助監督 - 本間利幸
- 脚本 - 守口悠介、敦賀零
- 脚本協力 - 星野哲彦、鈴木さやか、服部紘二、森七聖
- 音楽 - 佐藤望
- 主題歌 - Naz「Bluebell」[2]
- 撮影 - 鈴木靖之
- 美術・装飾 - 津留啓亮
- 編集 - 片岡葉寿紀
- 宣伝 - 森村真子
- エグゼクティブプロデューサー - 杉山剛
- アソシエイトプロデューサー - 小林亜理
- 企画・プロデュース - 田口貴章
- 企画協力 - 久保よしや、酒井りゅうのすけ
- プロデューサー - たちばなやすひと
- 制作プロダクション - Nemeton
- 製作著作 - Sony Music Entertainment

## 放送日程
| 話数   | 放送日  | 監督     | 脚本             |
| ------ | ------- | -------- | ---------------- |
| 第0話  | 1月5日  | -        | -                |
| 第1話  | 1月12日 | 後藤庸介 | 守口悠介         |
| 第2話  | 1月19日 | 後藤庸介 | 守口悠介         |
| 第3話  | 1月26日 | 後藤庸介 | 守口悠介         |
| 第4話  | 2月2日  | 後藤庸介 | 守口悠介         |
| 第5話  | 2月9日  | 本間利幸 | 守口悠介         |
| 第6話  | 2月16日 | 敦賀零   |                  |
| 第7話  | 2月23日 | 敦賀零   | たちばなやすひと |
| 第8話  | 3月2日  | 敦賀零   | 大内伸悟         |
| 第9話  | 3月9日  | 敦賀零   | 本間利幸         |
| 第10話 | 3月16日 | 後藤庸介 | 守口悠介         |
| 最終話 | 3月23日 | 後藤庸介 | 守口悠介         |
| 座談会 | 3月30日 | -        | -                |